# Johann Kriegler
Johann Christiaan Kriegler (* 29. November 1932 in Pretoria) ist ein südafrikanischer Jurist. Er war von 1994 bis 2003 Richter am Verfassungsgericht der Republik Südafrika.

## Ausbildung und beruflicher Werdegang
Seine schulische Bildung erhielt Kriegler an der King Edward VII School in Johannesburg. Nachdem er dort 1949 seinen Abschluss gemacht hatte, besuchte er zwei Jahre lang die Militärakademie Südafrikas, bevor er das Studium der Rechtswissenschaften an der Universität Pretoria aufnahm. Dort wurde ihm 1954 der Bachelor of Arts verliehen. Anschließend setzte er das Studium an der Universität von Südafrika fort und erwarb dort 1958 den Bachelor of Laws. Währenddessen war er als wissenschaftlicher Mitarbeiter eines Richters tätig. 1959 wurde Kriegler als Anwalt bei der Rechtsanwaltskammer in Johannesburg zugelassen, wo er 25 Jahre lang praktizierte. Dabei nahm er an zahlreichen politischen Prozessen teil und verteidigte sowohl Apartheidsgegner, wie etwa Breyten Breytenbach, als auch Personen, die von dem System profitierten. Zu seinen Mandanten gehörten etwa der Gründer der Inkatha Freedom Party und spätere Innenminister Südafrikas Mangosuthu Buthelezi, der Führer der rechtsextremen Burengruppierung Afrikaner Weerstandsbeweging Eugène Terre’Blanche sowie Desmond Tutu. Auch engagierte er sich in der Rechtsanwaltskammer von Johannesburg und war deren Vorsitzender. 1979 gehörte Kriegler zu den Gründern des Legal Resources Centre und war 1981 auch an der Gründung der Nichtregierungsorganisation Lawyers for Human Rights beteiligt. Ab 1976 wirkte er immer wieder als Richter auf Zeit an der Transvaal Provincial Division, bevor er 1984 dort auf die Stelle eines hauptamtlichen Richters berufen wurde.
1993 wechselte er für ein Jahr als Richter an den Supreme Court of Appeal of South Africa, bevor er 1994 den Vorsitz der Independent Electoral Commission übernahm. Von diesem trat er, nachdem es zwischen den Kommissionsmitglieder und der Regierung mehrfach zu Streitigkeiten über die Finanzierung der Kommission gekommen war, am 27. Januar 1999 zurück. Zuvor war er 1994 von Nelson Mandela zum Richter am Verfassungsgericht der Republik Südafrika ernannt worden. In dieser Position engagierte sich Kriegler für die weltweite Förderung der Demokratie. So nahm er etwa als Mitglied einer Abordnung der Internationalen Juristenkommission an zahlreichen Reisen unter anderem nach Palästina, Malawi und Uganda teil. Auch unterrichtete er im Rahmen des Entwicklungsprogramms der Vereinten Nationen Juristen unter anderem in Namibia und Hongkong. Zum 31. Dezember 2002 schied Kriegler als hauptamtlicher Richter am Verfassungsgericht aus, stand aber zwei weitere Jahre als Richter auf Zeit zur Verfügung. Daneben war er als Wahlbeobachter etwa in Afghanistan und im Irak tätig. 1999 leitete er die Wahlkommission für das Unabhängigkeitsreferendum in Osttimor 1999. 2012 war er Vorsitzender des Iran-Tribunals zur Untersuchung der massiven Verfolgung und Ermordung politischer Gegner im Iran in den 1980er Jahren.

## Sonstiges
Kriegler ist verheiratet, Vater von sechs Kindern und hat zwölf Enkel. Er hält als außerordentlicher Professor Vorlesungen an der Universität Pretoria.

## Auszeichnungen und Mitgliedschaften
- Ehrenmitglied der Rechtsanwaltskammer Johannesburg
- Mitglied im Verwaltungsrat des Nelson Mandela Children’s Fund
- Ehrenmitglied des Gray’s Inn

## Schriften
- Suid-Afrikaanse strafproses. Butterworths, Durban 1993, ISBN 978-0-409-03275-8.
- The Constitutional Court of South Africa. In: Cornell international law journal. 36 (2003), Nr. 2, ISSN 0010-8812, S. 361–379.
- Democratic Reform in Africa. In: Muna Ndulo (Hrsg.): Democratic reform in Africa : its impact on governance & poverty alleviation. Ohio University Press, Athens 2006, ISBN 978-0-8214-1721-8, S. 11–16.